# Calymperes mitrafugax
Calymperes mitrafugax är en bladmossart som beskrevs av Florschütz 1964. Calymperes mitrafugax ingår i släktet Calymperes och familjen Calymperaceae. Inga underarter finns listade i Catalogue of Life.